# Win Naing Tun
Win Naing Tun (birmanisch ဝင်းနိုင်ထွန်း; * 3. Mai 2000 in Saipyingyi) ist ein myanmarischer Fußballspieler.

## Karriere

### Verein
Win Naing Tun stand von 2018 bis 2019 beim Yadanarbon FC unter Vertrag. Der Verein aus Mandalay spielte in der ersten Liga des Landes, der Myanmar National League. Nach 24 Erstligaspielen und elf geschossenen Toren wechselte er Anfang 2020 zum Ligakonkurrenten Ayeyawady United nach Pathein. Hier stand er ein Jahr unter Vertrag. Für Ayeyawady bestritt er fünf Erstligaspiele. Im Januar 2021 wechselte er zum ebenfalls in der ersten Liga spielenden Yangon United. Nach 15 Ligaspielen, in denen er elf Treffer erzielte, wechselte er im Juli 2023 nach Indonesien. Hier unterschrieb er einen Vertrag beim Erstligisten Borneo FC. Bei dem Verein aus Samarinda auf der Insel Borneo stand er eine Spielzeit unter Vertrag. Für Borneo bestritt er 25 Ligaspiele. Im August 2024 zog es ihn nach Thailand. Hier verpflichtete ihn der Erstligist Chiangrai United.

### Nationalmannschaft
Win Naing Tun spielte von 2019 bis 2022 neunmal in der myanmarischen U23-Nationalmannschaft. Mit der Mannschaft nahm er 2022 an den Südostasienspielen teil. Hier belegte man in der Gruppenphase den dritten Platz und schied aus dem Wettbewerb aus. Sein Debüt in der A-Nationalmannschaft gab er am 28. Mai 2021 im WM-Qualifikationsspiel gegen Japan. Bei der 10:0-Niederlage in der Fukuda Denshi Arena in Chiba stand er in der Startelf und wurde in der 85. Minute gegen Suan Lam Mang ausgewechselt.